# Гудкова, Татьяна Валентиновна
Татья́на Валенти́новна Гудко́ва (род. 23 января 1978, Магнитогорск, Челябинская область) — российская легкоатлетка, специалистка по спортивной ходьбе. Выступала за сборную России по лёгкой атлетике в 2000-х годах, многократная победительница и призёрка первенств всероссийского значения, участница летних Олимпийских игр в Сиднее. Представляла Челябинскую область. Мастер спорта России международного класса.

## Биография
Татьяна Гудкова родилась 23 января 1978 года в Магнитогорске, Челябинская область.
Начала заниматься лёгкой атлетикой в 1987 году, проходила подготовку в местном спортивном комплексе «Магнит» при Магнитогорском металлургическом комбинате под руководством тренера Ю. В. Мазепова, позже была подопечной Л. Я. и О. В. Одер. Окончила Магнитогорский государственный педагогический институт (2000).
Громко заявила о себе в мае 2000 года, когда на чемпионате России по спортивной ходьбе в Москве с неожиданно высоким результатом 1:25:18 превзошла всех соперниц в дисциплине 20 км и завоевала золотую медаль. Данное время более чем на две минуты превосходило действующий мировой рекорд, однако, поскольку на соревнованиях не проводились сертификация трассы и проверка спортсменов на допинг, мировой рекорд не был зафиксирован. При всём при том, данное время официально признано лучшим результатом мирового сезона и личным рекордом спортсменки, а ныне остаётся в двадцатке лучших результатов в истории. Благодаря этому успешному выступлению Гудкова удостоилась права защищать честь страны на летних Олимпийских играх в Сиднее — здесь с результатом 1:32:35 финишировала восьмой.
В 2001 году получила серебро на зимнем чемпионате России в Адлере и бронзу на летнем чемпионате России в Чебоксарах. Будучи студенткой, представляла страну на Универсиаде в Пекине, где на дистанции 10 км стала четвёртой.
В 2003 году одержала победу на чемпионате России в Чебоксарах, была четвёртой на чемпионате мира в Париже.
В 2004 году на Кубке мира по спортивной ходьбе в Наумбурге в ходе прохождения дистанции в 20 км была дисквалифицирована, при этом россиянки стали вторыми в командном зачёте.
На чемпионате России 2005 года в Саранске вновь завоевала золото. На чемпионате мира в Хельсинки заняла 18-е место.
В 2008 году на чемпионате России в Саранске выиграла серебряную медаль в ходьбе на 20 км.
Завершила спортивную карьеру по окончании сезона 2009 года.
За выдающиеся спортивные достижения удостоена почётного звания «Мастер спорта России международного класса».